# Calophyllum gracilipes
Calophyllum gracilipes là một loài thực vật có hoa trong họ Calophyllaceae. Loài này được Merr. mô tả khoa học đầu tiên năm 1910.